# Narceja-de-bico-torto
A narceja-de-bico-torto (Nycticryphes semicollaris) é uma espécie de ave sul-americana, caradriiforme, da família Rostratulidae. Mede cerca de 20 cm de comprimento, possuindo bico rosado e curvado.

## Nomes populares
O nome narceja-de-bico-torto foi selecionado como nome vernáculo técnico para a espécie pelo Comitê Brasileiro de Registros Ornitológicos (CBRO) em 2021.